# 方允中
方允中（1919年—2011年），男，江苏南京人，中国营养学家、生物化学家，曾任军事医学科学院放射医学研究所研究员、博士生导师，